# ليونيد بليوشتش
ليونيد بليوشتش (بالفرنسية: Léonide Pliouchtch)‏ (بالأوكرانية: Плющ Леонід Іванович) (مواليد 26 أبريل 1938 في الجمهورية القيرغيزية السوفيتية الاشتراكية (قيرغيزستان)، الاتحاد السوفيتي - الوفاة 04 يونيو 2015 في باريس)، هو رياضياتي أوكراني.

## السيرة الذاتية
ولد ليونيد بليوشتش في عائلة من الطبقة العاملة الأوكرانية في عام 1938 في نارين، قيرغيزيا. كان والِدُه يعمل رئيس عُمال السكك الحديدية، ومات في الجبهة الشرقية في سنة 1941. أصيب ليونيد بمرض سل العِظام في عُمر 8 سنوات.
تَخرج بليوشتش من جامعة تاراس شفتشينكو الوطنية في كييف في تخصص الرياضيات سنة 1962. في سنته الأخيرة من الدراسة أصّبَح مُهتم في وضع النماذج الرياضية للنُظم البيولوجية. ولا سيما الأمراض العقلية بواسطة الكمبيوتر. هذا الموضوع صعب جداً، لكن بليوشتش نشر أوراقًا بحثية عن النماذج وتنظيم النُظم الحيوية البسيطة مثل مستوى السكر في الدم. وقد وظِّف أخيراً من قِبل معهد علم التحكم الآلي التابِع لأكاديمية العلوم السوفياتية، وكان مُكلف بحلّ المشاكِل المُختلفة لبرنامج الفضاء السوفيتي.

## الانشقاق عن السوفييت
أصبح بليوشتش منشقًا من خِلال اتخاذ مواقف علنِيّة بشأن موضوعات سياسية ساخنة حينها. في عام 1968 احتج على مُحاكمة يوري غالانسكوف بإرسال رسالة إلى صحيفة كومسومولسكايا برافدا، لكن رسالته لم تنشر. عندما غزت القوات السوفيتية تشيكوسلوفاكيا في عام 1968، وقع بليوشتش بالاشتراك مع 16 مُنشقًا عن الاتحاد السوفياتي إعلان التضامن مع الحركة الديمقراطية في تشيكوسلوفاكيا. وفي العام نفسه انضم إلى مجموعة للدفاع عن حقوق الإنسان في الاتحاد السوفياتي، بعثت برسالة إلى لجنة الأمم المتحدة لحقوق الإنسان يطلب فيها التحقيق في الانتهاكات من الاتحاد السوفييتي بحقّ معتنقي المعتقدات المستقلة وعلى ترويجها من قبل الوسائل القانونية.
بسبب رد الفعل السلبي من مواقفه السياسية، أقيل من معهد علم التحكم الآلي في عام 1968، وصادرت الاستخبارات السوفييتية عدد من مخطوطاته وقامت بالتحقيق معه عدة مرات.

## محاكمته وسجنه
أُلقِي القبض عليه في يناير 1972 بتُهمة النشاط المُناهض للسوفيت، وحُكم عليه بالسجن لمُدة عام قبل بِدء مُحاكمته. كما عُقدت المَحكمة في جلسة سِرية وفي غياب المُتهم. ثم أعلِن بليوشتش مجنوناً، وأرسِل للعِلاج في مُستشفى خاص. تم تأمينه في جناح لمرضى الذهان الحاد في مستشفى دنيبروبتروفسك الخاص للطب النفسي حيث كان يُعطى جرعات عالية من هالوبيريدول والإنسولين وأدوية أخرى، الأمر الذي جعله غير قادر على القراءة والكتابة. فُحص ليونيد 3 مرات من لجان مُختلفة بعد عام من اعتقاله، وأكدت أنه أصبح يُعاني من «الفصام الراكد».